# Kings de Los Angeles
Pour les articles homonymes, voir Kings.
Les Kings de Los Angeles, en anglais Los Angeles Kings, sont une équipe professionnelle de hockey sur glace de la Ligue nationale de hockey fondée en 1967, situé à Los Angeles, en Californie. L'équipe évolue dans la Division Pacifique au sein de l'Association de l'Ouest, elle est entrée dans la LNH à la suite de l'expansion de la ligue en 1967 en même temps que cinq autres équipes.
Les Kings jouent leurs matchs à domicile dans la salle de The Forum à Inglewood (Californie) pendant près de 32 ans, avant de déménager au Staples Center dans les quartiers périphériques de Los Angeles pour la saison 1999-2000.
Durant les deux premières décennies, années 70 et 80, les Kings ont de bons résultats en saison régulière mais n'arrivent pas à atteindre les séries éliminatoires. En 1988, les Kings acquièrent Wayne Gretzky puis d'autres joueurs qui mènent l'équipe à leur première finale de la Coupe Stanley en 1993.
Par la suite, l'équipe subit des difficultés financières et est en faillite en 1995, avant d'être rachetée puis de connaître un nouvel essor dans les années 2010. Ils remportent deux Coupes Stanley en 2012 et en 2014.

## Historique
- Entrée dans la LNH : saison 1967-1968
- Patinoire : Crypto.com Arena (capacité : 18 118)
- Couleurs : blanc, noir et argent
- Logo : une couronne argent et noire dont la pointe supérieure est formée de deux bâtons de hockey qui se croisent
- Coupe Stanley : 2012, 2014

## Histoire de la franchise

### Les débuts
Profitant du désir de la Ligue nationale de hockey d'augmenter son nombre d'équipe, l'entrepreneur canadien Jack Kent Cooke, alors propriétaire des Lakers de Los Angeles, club de Basket-ball évoluant dans la National Basketball Association (NBA), obtient la possibilité d'instaurer une franchise professionnelle sur la côte-ouest des États-Unis. C'est ainsi que voit le jour le 9 février 1966 les Kings de Los Angeles.
Le nouvel amphithéâtre n'étant prêt qu'à la mi-saison, c'est au Long Beach Arena que les Kings disputent le 14 octobre 1967 le tout premier match de leur histoire et ce, contre une autre équipe de l'expansion 1967, les Flyers de Philadelphie. Brian Kilrea enfile deux buts et aide les Kings à remporter cette première rencontre. Les Kings partagent la première moitié de la saison entre le Long Beach Arena et le Los Angeles Memorial Sports Arena avant de s'installer le 30 décembre 1967 et ce, pour les trente-deux saisons suivantes au Great Western Forum.
Avec Red Kelly comme entraîneur-chef et des joueurs tels que Lowell MacDonald, Bill Flett et Terry Sawchuk pour mener l'équipe, les Kings parviennent à se classer au deuxième rang de la conférence de l'ouest derrière les Flyers à leur première saison et s'inclinent au bout de sept rencontres en première ronde des séries éliminatoires face aux North Stars du Minnesota, puis atteignent la deuxième ronde la saison suivante.

### Les années 1970
Après seulement deux saisons d'existence, les Kings remplacent Red Kelly derrière le banc au profit d'Hal Laycoe et font l'acquisition des joueurs dominant tel Butch Goring, Eddie Shack et Dick Duff. Cependant l'équipe connait des difficultés sur la glace et ceci coûte le poste à Laycoe après seulement vingt-quatre parties de la saison 1969-1970. Le nouveau venu Johnny Wilson ne peut faire mieux et les Kings se voient exclus des séries pour la première fois de leur jeune histoire.

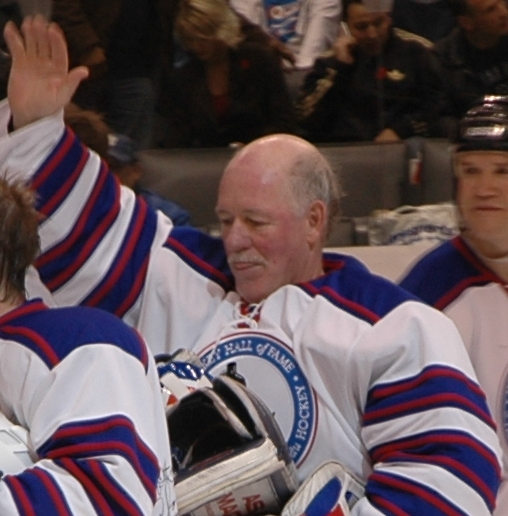
Le gardien de but Billy Smith commença sa carrière de 18 saisons dans la LNH avec les Kings en 1971.

Malgré l'ajout des futurs membres du temple de la renommée du hockey Bob Pulford, Ralph Backstrom et Rogatien Vachon, les Kings ne peuvent accéder au série au cours des deux saisons suivantes. En 1972, alors que Pulford annonce son retrait en tant que joueur, les Kings lui offrent le poste d'entraîneur-chef de l'équipe. Ils terminent cette première saison sous Pulford avec seulement deux points de retard sur les Blues de Saint-Louis mais sont tout de même exclus des séries pour une quatrième saison consécutive.
Le vent tourne en 1973 alors que l'équipe entreprend une série de cinq saisons qui s'avèreront parmi les meilleures de leur histoire au niveau des victoires et des points. Alors que l'équipe viens d'obtenir une impressionnante fiche de 42 victoires contres seulement 17 défaites en 1974-1975, ils font l'acquisition au cours de l'été 1975 d'un joueur qui marquera l'histoire de l'équipe, Marcel Dionne qui jouait jusqu'alors pour les Red Wings de Détroit.
Dès son arrivée dans la cité des anges, Dionne inscrit de nouveaux records d'équipe pour le nombre de buts inscrit avec 40 réalisations, de passes, égalisant la marque de Juha Widing à 54, ainsi que du nombre de points avec 94 en une saison. Puis il devient lors de la saison 1976-1977 le premier joueur des Kings à atteindre le plateau des 50 buts et des 100 points en une saison.
Après s'être incliné en deuxième ronde pour une deuxième année consécutive, les Kings remplacent Pulford à la barre de l'équipe par Ron Stewart qui ne reste en poste que pour une saison avant de céder sa place à un autre ancien des Kings, Bob Berry. Ce dernier offre alors à Dionne deux partenaires de trio qui l'aideront à atteindre des sommets personnels en carrière: le futur directeur-général de l'équipe David Taylor, ainsi que le solide ailier Charlie Simmer. Le trio est réuni pour la première fois le 13 janvier 1979 face aux Red Wings et Dionne en profite pour y inscrire quatre buts.
Au cours de l'entre-saison, l'équipe est achetée par le docteur Jerry Buss qui fait du même coup l'acquisition des Lakers ainsi que de l'aréna des deux équipes au coût de 67,5 millions de dollars. Cela constitue alors la plus grande transaction financière du sport professionnel.

### Les années 1980
La venue d'un nouveau propriétaire ne change pas l'allure de l'équipe. Les Kings, bien que performants, ne parviennent que rarement à passer la première ronde des séries. De leur côté, le trio formé par Dionne, Taylor et Simmer obtient un succès tel qu'il se voit affublé du sobriquet « Triple Crown Line » (ou littéralement en français : la ligne de la triple couronne). Alors que l'équipe connait sa meilleure saison sous Bob Berry en 1980-1981, Los Angeles est l'hôte du 33e Match des étoiles. Les Kings sont représentés pour cette rencontre par Dionne, Taylor, Simmer ainsi que par le gardien Mario Lessard.

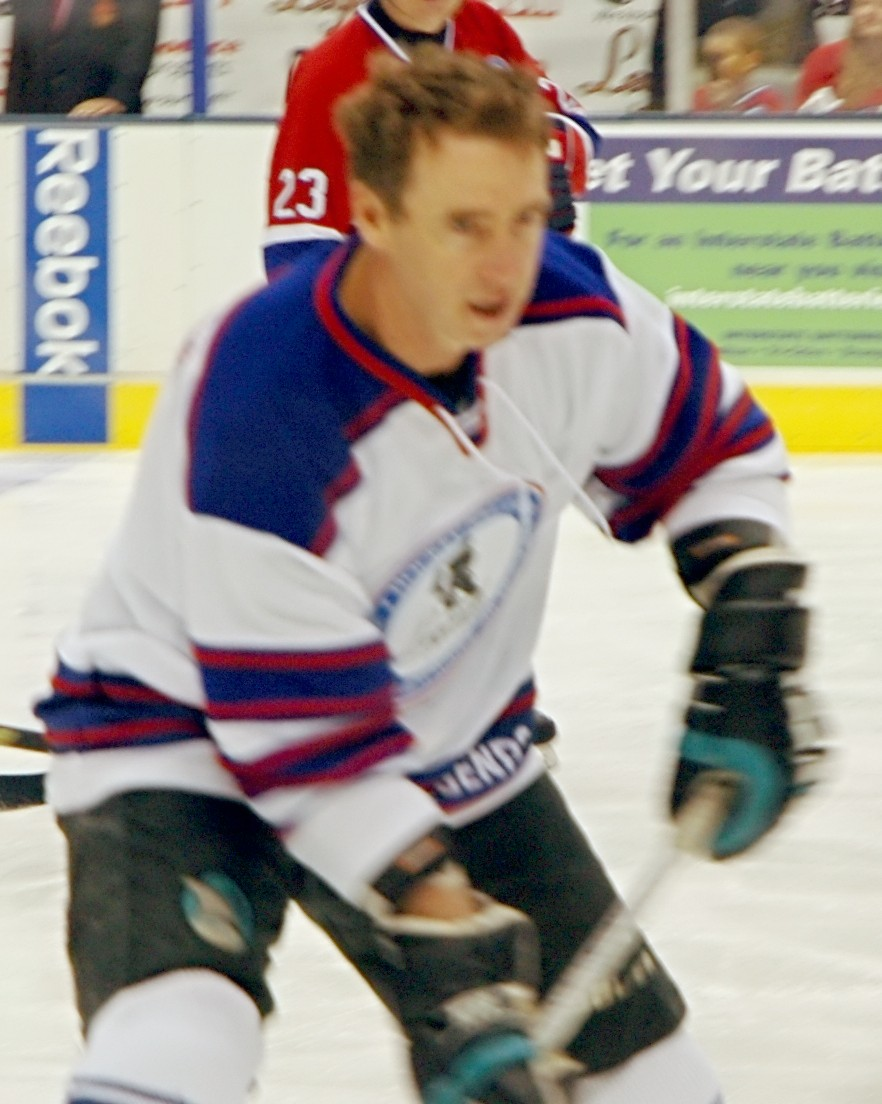
Bernie Nicholls joua durant neuf saisons avec les Kings, récoltant 758 points.

Au terme de cette saison, la Triple Crown Line devient le premier trio de l'histoire de la ligue à voir les trois joueurs surpasser le plateau des 100 points au cours de la même saison ; Dionne termine avec 135, Taylor 112 et Simmer 105 points. Cependant une blessure à une jambe subie par Simmer met un terme à ce prolifique trio.
Bien que la saison 1981-1982 soit décevante pour les Kings qui obtiennent une fiche de 24 victoires et 41 défaites, c'est lors des séries éliminatoires que les Kings inscrivent un moment de leur histoire, le Miracle sur Manchester. Disputant le 10 avril 1982 le match numéro trois de la série les opposant aux Oilers d'Edmonton lors du premier tour des éliminatoires, les Kings qui sont menés par cinq buts lors de la troisième période surmontent ce déficit et poussent la rencontre en prolongation face à la troupe de Steve Bozek. Puis à deux minutes et trente-cinq secondes de la période supplémentaire, la recrue des Kings Daryl Evans déjoue le gardien Grant Fuhr d'un tir au-dessus de l'épaule et donne la victoire aux siens. Deux rencontres plus tard, Los Angeles cause la surprise en éliminant ceux qui étaient jusqu'alors considérés comme les favoris.
Au cours des saisons suivantes, les Kings entourent Marcel Dionne de jeunes joueurs prometteurs tel Bernie Nicholls, Larry Murphy, Jim Fox, Mark Hardy, Jay Wells, Grant Ledyard et Garry Galley. Puis au cours de la saison 1986-1987, trois jeunes talents retiennent l'attention et sont nommés sur l'équipe d'étoiles des recrues de la LNH, soit les attaquants Luc Robitaille et Jimmy Carson, ainsi que le défenseur Steve Duchesne.
Cette émergence de talent sonne le glas pour Dionne qui passe aux mains des Rangers de New York le 10 mars 1987, lui qui sera en 1992 intronisé au temple de la renommée du hockey et qui verra son chandail numéro 16 retiré par Los Angeles.
Les Kings ne restent pas longtemps sans super-vedette cependant ; le 9 août 1989 ils procèdent à ce qui est considéré comme la plus importante transaction de l'histoire de la ligue alors qu'ils obtiennent Wayne Gretzky, Mike Krushelnyski et Marty McSorley des Oilers d'Edmonton en retour notamment de Jimmy Carson, Martin Gélinas, trois choix de première ronde ainsi qu'une somme d'argent. La venue de Gretzky en Californie fait accroître la popularité ainsi que les revenus de l'équipe, mais également leurs chances de mettre la main sur les grands honneurs.

### Les années 1990

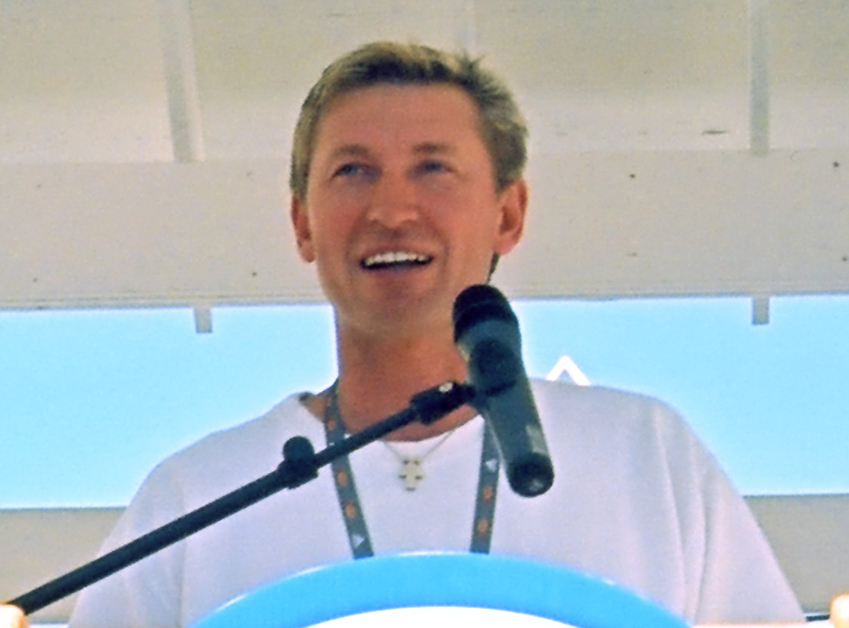
Wayne Gretzky, joueur le plus prolifique de l'histoire de la LNH, inscrit 918 points avec les Kings entre 1988 et 1996.

La saison 1992-1993 s'avère être la saison où les Kings obtiennent la meilleure chance de mettre la main sur la Coupe Stanley. Menés par l'entraîneur Barry Melrose qui en est à sa première saison et bien que Gretzky rate la moitié de la saison en raison d'une blessure, les Kings réussissent à décrocher le troisième rang de la division Smythe et accèdent au série où ils ne sont jamais considérés comme favoris dans chacune de leurs séries. Ils réussissent tout de même à vaincre les Flames de Calgary, les Canucks de Vancouver et sortent les puissants Maple Leafs de Toronto au bout de sept rencontres lors de la finale de conférence pour ainsi atteindre la finale de la coupe pour la première fois de leur histoire. Malheureusement pour eux, les Kings s'inclinent devant les Canadiens de Montréal en cinq rencontres, dont trois sont perdues en prolongation.
Les trois saisons suivantes sont décevantes pour l'équipe qui ne parvient pas à atteindre les séries éliminatoires et qui voit le propriétaire Bruce McNall vendre la franchise. Au terme de la saison 1994-1995 un grand ménage est apporté à l'équipe et ainsi un ancien joueur des Kings en devient l'entraîneur-chef, Larry Robinson. Alors que les propriétaires se placent sous la protection de la faillite, les Kings sont vendus à nouveau et l'équipe obtient la possibilité de regagner la crédibilité perdue depuis leur série d'insuccès.
Voyant son contrat arriver à terme à la fin de la saison 1995-1996 et désirant remporter à nouveau un championnat, Wayne Gretzky demande à changer d'équipe. Ce qui est fait le 27 février 1996 alors que les Kings le cèdent aux Blues de Saint-Louis. Toujours dans l'optique de remettre l'équipe sur la voie de la victoire, les Kings remplacent le directeur-général Sam McMaster par David Taylor et celui-ci fait revenir à Los Angeles le meilleur ailier gauche de l'histoire de la ligue, Luc Robitaille.
Cependant les Kings s'inclinent en première ronde des séries et lorsque la saison suivante ils ne se classent pas pour le tournoi printanier, l'équipe décide de ne pas renouveler le contrat de l'entraîneur Robinson. David Taylor fait alors appel à l'ancien entraîneur de l'équipe nationale du Canada Andy Murray, qui devient par la suite l'entraîneur de la franchise ayant accumulé le plus grand nombre de victoires.
Mené par Taylor et Murray et avec un bon noyau de joueurs tel Žigmund Pálffy, Glen Murray et Rob Blake, les propriétaires Philip F. Anschutz et Edward P. Roski Jr. continuent la progression de l'équipe en embauchant Tim Leiweke à titre de président et en faisant construire un nouvel amphithéâtre, le Staples Center qui est inauguré le 20 octobre 1999. Un nouveau centre d'entraînement est également construit au coût de 24 millions de dollars à El Segundo, le Toyota Sports Center, en janvier 2000.

### Les années 2000

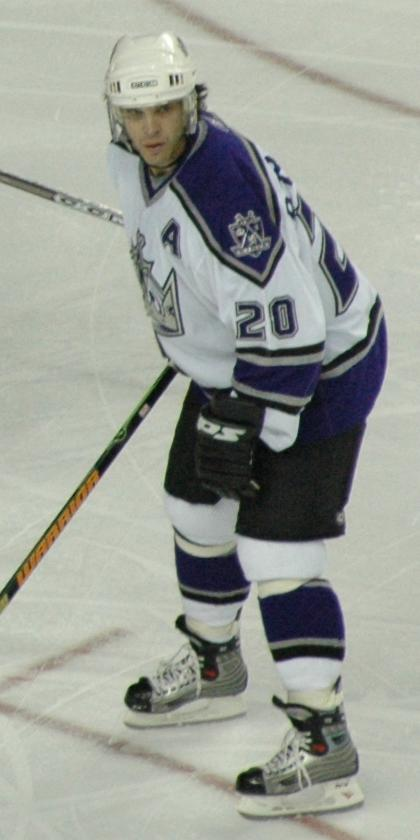
Luc Robitaille, récolta 1154 points avec les Kings devenant ainsi un des joueurs les plus prolifiques de la franchise.

Les Kings terminent la saison 1999-2000 avec 94 points, soit le plus haut nombre de points depuis neuf ans. La saison suivante, voyant le capitaine Rob Blake devenir agent libre, les Kings l'échangent à l'Avalanche du Colorado en retour d'Adam Deadmarsh et Aaron Miller. Au cours de la même semaine, ils obtiennent le gardien de but Félix Potvin en provenance de Vancouver. Malgré tous ses changements effectués tard en saison, les Kings terminent la saison régulière avec 92 points, c'est alors la première fois que la franchise accumule plus de 90 points au cours de deux saisons consécutive.
Lors des séries éliminatoires de cette même saison, alors qu'ils tirent de l'arrière deux rencontres à une en première ronde face aux Red Wings de Détroit, les Kings voient le vent changer de direction au cours du quatrième match ; menés 3-0 avec huit minutes à faire en troisième période, les Kings inscrivent trois buts consécutif, dont celui de Bryan Smolinski qui égalise la marque avec seulement 53 secondes à faire à la rencontre. Puis la recrue Éric Bélanger inscrit le but gagnant en début de prolongation, ce qui égalise la série à deux rencontres de chaque côté. La troupe d'Andy Murray remporte la série au bout de six rencontres et accède pour la première fois depuis 1993 au deuxième tour des séries où ils s'inclinent devant les futurs champions de la Coupe Stanley, l'Avalanche du Colorado.
Los Angeles est l'hôte du match des étoiles pour la deuxième fois de son histoire lors de la saison 2001-2002. Cependant ces réjouissances sont assombries par le décès lors des attentats terroristes du 11 septembre 2001 de deux recruteurs de l'organisation, Garnet Bailey et Mark Bavis. Afin d'honorer leur mémoire, les joueurs arborent au cours de la saison un écusson ou figure les initiale des deux disparus, « AM ». Au terme de la saison, pour une troisième saison de suite, les Kings franchissent la marque des 90 points.
La saison 2002-2003 commence sur un bon pas alors que les Kings retirent lors du match inaugural de la saison disputé le 9 octobre 2002 le numéro 99 de Wayne Gretzky. Puis, après avoir remporté cinq victoires en neuf rencontres, les blessures ont raison de l'équipe. Les meneurs du club Jason Allison et Adam Deadmarsh sont incommodés entre autres par des commotions cérébrales et ratent la majorité de la saison. Les joueurs des Kings ayant cumulé un total de 536 parties ratées en raison des blessures, ne peuvent accéder aux séries de fin de saison pour la première fois en quatre ans.
Ayant un surplus de joueur à l'infirmerie, David Taylor doit procéder à plusieurs changements afin de combler les pertes ; ainsi revient à l'été 2003 pour une troisième fois Luc Robitaille. Mais la guigne s'acharne sur les Kings et ils obtiennent le record peu enviable de la LNH de voir leurs joueurs rater pas moins de 629 rencontres au total en raison de blessures. Ceci coule les Kings pour une deuxième saison d'affilée. Cependant le retour en forme de Robitaille est lucratif puisque le 22 mars 2004 alors que les Kings affronte Edmonton au Stapes Center, Robitaille devient l'ailier gauche ayant obtenu le plus grand nombre de points en carrière lorsqu'il réussit une passe sur le but de Jozef Stümpel.

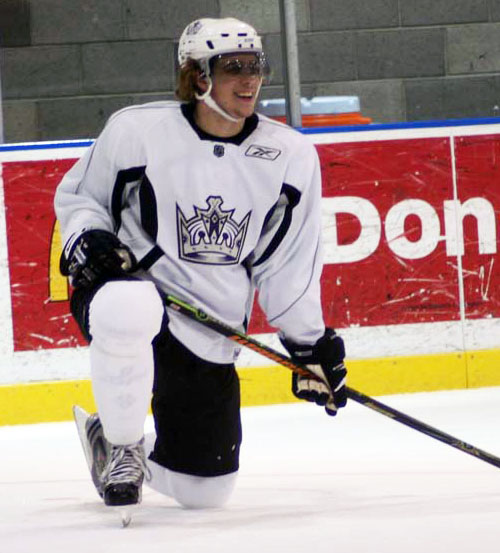
Anže Kopitar, premier joueur slovène de la LNH. Il est repêché par les Kings en 2005.

Malgré les blessures et leurs résultats, les Kings continuent d'obtenir l'appui de leur supporters au cours de cette saison, comme en fait foi les 30 parties jouées à guichets fermés et les 18 743 spectateurs à avoir assisté à la rencontre du 27 décembre 2003, ce qui constitue la plus grande foule à avoir assisté à une partie de hockey dans l'État de la Californie.
Le lock-out que connait la ligue en 2004-2005 ne ralentit en rien les ardeurs des supporters des Kings qui permettent à leur équipe de disputer 27 rencontres à guichets fermés et d'enregistrer leur deuxième plus grande moyenne d'assistance par rencontres avec 17 821. Cependant les succès sur glace tardent toujours à venir et au terme de la saison les dirigeants effectuent un ménage auprès du personnel, embauchant à titre de président et directeur-général l'ancien DG des Sharks de San José, Dean Lombardi et nommant l'ancien joueur Ron Hextall à titre d'assistant au directeur-général.
Le personnel travaille immédiatement à regarnir leur réserve de jeunes joueurs obtenant pas moins de neuf choix lors du repêchage de 2006, dont deux choix de première ronde. Puis, ils mettent la main sur le vétérans Rob Blake qui fut un élément clef de l'organisation lors de leur participation à la finale de la coupe en 1993. Finalement, ils engagent un entraîneur d'expérience en la personne de Marc Crawford.
Le 20 janvier 2007, c'est au tour de Luc Robitaille de voir son chandail être retiré par l'équipe, lui qui rejoint l'organisation à titre de président des opérations d'entreprise au cours de cette saison.
Les Kings n'atteignent pas les séries éliminatoires lors des trois premières saisons sous Lombardi et l'entraîneur Crawford ne reste finalement que deux saisons à la barre des Kings étant remplacé par un autre vétérans à l'été 2008, Terry Murray.
Le 14 novembre 2023, le gouvernement du Québec annonce la venue des Kings de Los Angeles au Centre Vidéotron pour la saison 2024-2025. Une subvention gouvernementale, entre 5 et 7 millions, a été accordée pour la tenue de deux matchs préparatoires opposant les Kings aux Bruins de Boston et aux Panthers de la Floride.

## Les joueurs

### Effectif actuel
| No    | Nom                  | Nat. | Position      | Arrivée                       | Salaire        |
| ----- | -------------------- | ---- | ------------- | ----------------------------- | -------------- |
| +032, | Jonathan Quick       |      | Gardien       | 2005 - Repêchage              | +05 800 000, $ |
| +040, | Calvin Petersen      |      | Gardien       | 2017 - Agent libre            | +05 000 000, $ |
| +002, | Alexander Edler      |      | Défenseur     | 2021 - Agent libre            | +00750 000, $  |
| +003, | Matthew Roy          |      | Défenseur     | 2015 - Repêchage              | +03 150 000, $ |
| +008, | Drew Doughty – A     |      | Défenseur     | 2008 - Repêchage              | +11 000 000, $ |
| +026, | Sean Walker          |      | Défenseur     | 2018 - Agent libre            | +02 650 000, $ |
| +044, | Michael Anderson     |      | Défenseur     | 2017 - Repêchage              | +01 000 000, $ |
| +050, | Sean Durzi           |      | Défenseur     | 2019 - Maple Leafs de Toronto | +01 700 000, $ |
| +092, | Brandt Clarke        |      | Défenseur     | 2021 - Repêchage              | +00894 167, $  |
| +009, | Adrian Kempe         |      | Centre        | 2014 - Repêchage              | +05 500 000, $ |
| +011, | Anže Kopitar – C     |      | Centre        | 2005 - Repêchage              | +10 000 000, $ |
| +012, | Trevor Moore         |      | Centre        | 2020 - Maple Leafs de Toronto | +01 875 000, $ |
| +013, | Gabriel Vilardi      |      | Centre        | 2017 - Repêchage              | +00825 000, $  |
| +019, | Alex Iafallo – A     |      | Ailier gauche | 2017 - Agent libre            | +04 000 000, $ |
| +022, | Kevin Fiala          |      | Ailier gauche | 2022 - Wild du Minnesota      | +07 875 000, $ |
| +024, | Phillip Danault      |      | Centre        | 2021 - Agent libre            | +05 500 000, $ |
| +028, | Jaret Anderson-Dolan |      | Centre        | 2017 - Repêchage              | +00750 000, $  |
| +034, | Arthur Kaliyev       |      | Ailier droit  | 2020 - Repêchage              | +00894 167, $  |
| +033, | Viktor Arvidsson     |      | Ailier gauche | 2021 - Predators de Nashville | +04 250 000, $ |
| +046, | Blake Lizotte        |      | Centre        | 2019 - Agent libre            | +01 675 000, $ |
| +048, | Brendan Lemieux      |      | Ailier gauche | 2021 - Rangers de New York    | +01 350 000, $ |
| +089, | Rasmus Kupari        |      | Centre        | 2018 - Repêchage              | +00863 333, $  |
| +091, | Carl Grundström      |      | Ailier droit  | 2019 - Maple Leafs de Toronto | +01 300 000, $ |

### Au temple de la renommée
Voici la liste des personnalités ayant fait partie de l'organisation des Kings qui sont intronisés au Temple de la renommée du hockey.

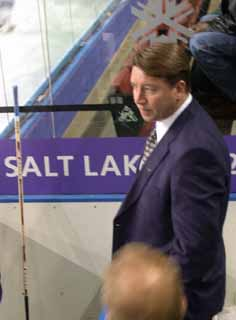
Jari Kurri, intronisé en 2001 a joué 5 saisons avec les Kings, récoltant 293 points.

| Année | Nom             | Catégorie         | Années avec les Kings               |
| ----- | --------------- | ----------------- | ----------------------------------- |
| 1969  | Kelly, Red      | Entraîneur        | 1967 à 1969                         |
| 1971  | Sawchuk, Terry  | Joueur            | 1967-1968                           |
| 1979  | Howell, Harry   | Joueur            | 1970 à 1973                         |
| 1984  | Milford, Jake   | Directeur-Général | 1973 à 1977                         |
| 1990  | McDonald, Jiggs | Annonceur         | 1967 à 1972                         |
| 1991  | Pulford, Bob    | Joueur Entraîneur | 1970 à 1972 à 1977                  |
| 1992  | Dionne, Marcel  | Joueur            | 1975 à 1987                         |
| 1993  | Smith, Billy    | Joueur            | 1971-1972                           |
| 1993  | Shutt, Steve    | Joueur            | 1984-1985                           |
| 1995  | Robinson, Larry | Joueur Entraîneur | 1989 à 1992 1995 à 1999             |
| 1999  | Gretzky, Wayne  | Joueur            | 1988 à 1996                         |
| 2000  | Miller, Bob     | Annonceur         | 1973 à aujourd'hui                  |
| 2001  | Kurri, Jari     | Joueur            | 1991 à 1996                         |
| 2002  | Neilson, Roger  | Entraîneur        | 1984                                |
| 2003  | Fuhr, Grant     | Joueur            | 1994-1995                           |
| 2003  | Kilrea, Brian   | Joueur            | 1967-1968                           |
| 2004  | Coffey, Paul    | Joueur            | 1991 à 1993                         |
| 2004  | Murphy, Larry   | Joueur            | 1980 à 1984                         |
| 2006  | Duff, Dick      | Joueur            | 1969 à 1971                         |
| 2007  | Demers, Peter   | Entraîneur        | 1972 à 2006                         |
| 2009  | Robitaille, Luc | Joueur            | 1986 à 1994 1997 à 2001 2003 à 2006 |

### Capitaines

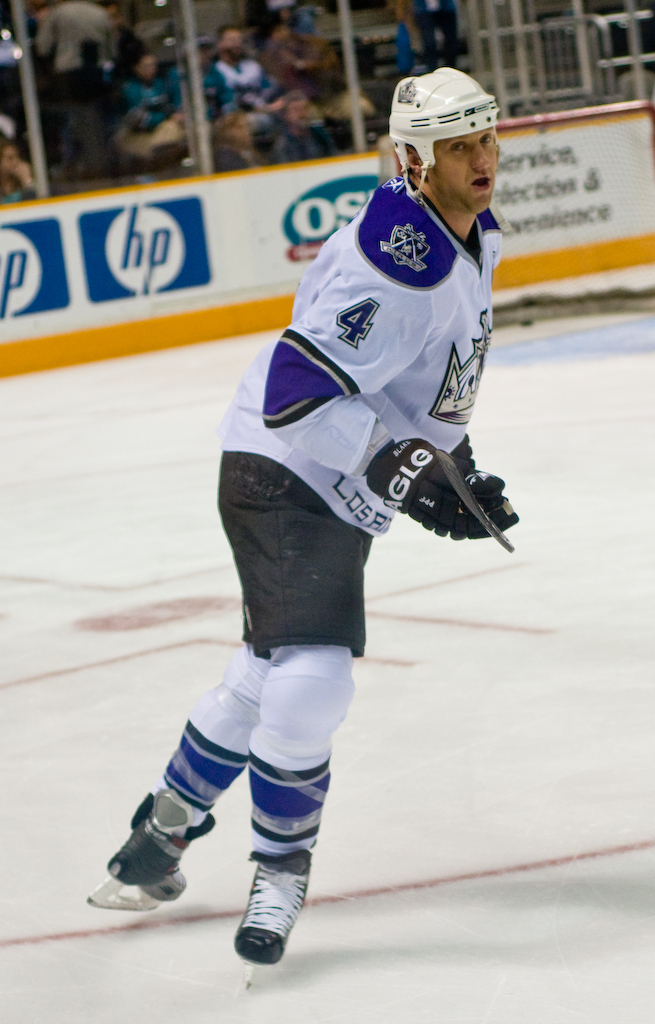
Rob Blake fut capitaine de l'équipe durant six saisons.

Voici la liste des joueurs ayant porté le titre de capitaine de l'équipe depuis 1967.
| Année              | Nom              |
| ------------------ | ---------------- |
| 1967 à 1969        | Bob Wall         |
| 1969 à 1971        | Larry Cahan      |
| 1971 à 1973        | Bob Pulford      |
| 1973 à 1975        | Terry Harper     |
| 1975 à 1981        | Mike Murphy      |
| 1981 à 1985        | Dave Lewis       |
| 1985 à 1989        | David Taylor     |
| 1989 à 1996        | Wayne Gretzky    |
| 1992-1993          | Luc Robitaille¹  |
| 1996 à 2001        | Rob Blake        |
| 2001 à 2007        | Mattias Norström |
| 2007-2008          | Rob Blake        |
| 2008 à 2016        | Dustin Brown     |
| 2016 à aujourd'hui | Anže Kopitar     |

¹ Luc Robitaille fut nommé capitaine pour remplacer Wayne Gretzky alors que celui-ci était blessé.

### Meilleurs pointeurs
Voici les statistiques des dix meilleurs joueurs de l'histoire de la franchise.
Mise à jour à chaque fin de saison
| Joueur          | Parties jouées | Buts | Aides | Points |                | Joueur | Parties jouées | Buts | Aides | Points |
| --------------- | -------------- | ---- | ----- | ------ | -------------- | ------ | -------------- | ---- | ----- | ------ |
| Marcel Dionne   | 921            | 550  | 757   | 1307   | Butch Goring   | 736    | 275            | 384  | 659   |        |
| Luc Robitaille  | 1077           | 557  | 597   | 1154   | Rob Blake      | 805    | 161            | 333  | 494   |        |
| David Taylor    | 1111           | 431  | 638   | 1069   | Jim Fox        | 578    | 186            | 292  | 478   |        |
| Wayne Gretzky   | 539            | 246  | 672   | 918    | Charlie Simmer | 384    | 222            | 244  | 466   |        |
| Bernie Nicholls | 602            | 327  | 431   | 758    | Mike Murphy    | 673    | 194            | 263  | 457   |        |

### Numéros retirés
Dans la Ligue nationale de hockey, les joueurs peuvent être honorés de plusieurs manières, l'une d'entre elles étant interne à l'équipe. Ainsi, il est de tradition, d'honorer un ancien joueur de l'effectif en décidant de retirer son numéro. Aucun autre joueur ne pourra alors porter le numéro en question et une réplique de son maillot sera alors accrochée au plafond de la patinoire.
En 1999, la LNH a également décidé de retirer le numéro 99 de Wayne Gretzky pour toutes les franchises de la ligue, en raison de l'impact qu'il aura eu sur le monde du hockey.
| No  | Joueur          | Position       | Carrière  | Date du retrait |
| --- | --------------- | -------------- | --------- | --------------- |
| 4   | Rob Blake       | Défenseur      | 1990-2010 | 17 janvier 2015 |
| 16  | Marcel Dionne   | Défenseur      | 1971-1989 | 8 novembre 1990 |
| 18  | David Taylor    | Ailier droit   | 1977-1994 | 3 avril 1995    |
| 20  | Luc Robitaille  | Ailier gauche  | 1986-2006 | 20 janvier 2007 |
| 30  | Rogatien Vachon | Gardien de but | 1966-1982 | 14 février 1985 |
| 99* | Wayne Gretzky   | Centre         | 1978-1999 | 6 février 2000  |

* Numéro retiré pour toutes les équipes par la LNH lors du 50e Match des étoiles, mais retiré officiellement par les Kings le 9 octobre 2002.

### Choix de premier tour
Chaque année et depuis 1963, les joueurs des ligues juniors ont la possibilité de signer des contrats avec les franchises de la LNH. Cette section présente les joueurs qui ont été choisis par les Kings lors du premier tour. Ces choix peuvent être échangé et ainsi, une année les Kings peuvent très bien ne pas avoir eu de choix de premier tour ou à l'inverse, en avoir plusieurs.
| Année | Joueur                                   | Choix                                  | Équipe junior                                                                    |
| ----- | ---------------------------------------- | -------------------------------------- | -------------------------------------------------------------------------------- |
| 1967  | Rick Pagnutti                            | 1er au total                           | Garson-Falconridge (AHNO)                                                        |
| 1968  | Jim McInally                             | 7e au total                            | Red Wings de Hamilton (AHO)                                                      |
| 1969  | Aucun                                    | Aucun                                  | Aucun                                                                            |
| 1970  | Aucun                                    | Aucun                                  | Aucun                                                                            |
| 1971  | Aucun                                    | Aucun                                  | Aucun                                                                            |
| 1972  | Aucun                                    | Aucun                                  | Aucun                                                                            |
| 1973  | Aucun                                    | Aucun                                  | Aucun                                                                            |
| 1974  | Aucun                                    | Aucun                                  | Aucun                                                                            |
| 1975  | Tim Young                                | 16e au total                           | 67 d'Ottawa (AHO)                                                                |
| 1976  | Aucun                                    | Aucun                                  | Aucun                                                                            |
| 1977  | Aucun                                    | Aucun                                  | Aucun                                                                            |
| 1978  | Aucun                                    | Aucun                                  | Aucun                                                                            |
| 1979  | Jay Wells                                | 16e au total                           | Canadians de Kingston (AHO)                                                      |
| 1980  | Larry Murphy Jim Fox                     | 4e au total 10e au total               | Petes de Peterborough (AHO) 67 d'Ottawa (AHO)                                    |
| 1981  | Doug Smith                               | 2e au total                            | 67 d'Ottawa (AHO)                                                                |
| 1982  | Aucun                                    | Aucun                                  | Aucun                                                                            |
| 1983  | Aucun                                    | Aucun                                  | Aucun                                                                            |
| 1984  | Craig Redmond                            | 6e au total                            | Équipe nationale du Canada (Int.)                                                |
| 1985  | Craig Duncanson Dan Gratton              | 9e au total 10e au total               | Wolves de Sudbury (LHO) Generals d'Oshawa (LHO)                                  |
| 1986  | Jimmy Carson                             | 2e au total                            | Canadiens junior de Verdun (LHJMQ)                                               |
| 1987  | Wayne McBean                             | 4e au total                            | Tigers de Medicine Hat (LHOu)                                                    |
| 1988  | Martin Gélinas                           | 7e au total                            | Olympiques de Hull (LHJMQ)                                                       |
| 1989  | Aucun                                    | Aucun                                  | Aucun                                                                            |
| 1990  | Darryl Sydor                             | 7e au total                            | Blazers de Kamloops (LHOu)                                                       |
| 1991  | Aucun                                    | Aucun                                  | Aucun                                                                            |
| 1992  | Aucun                                    | Aucun                                  | Aucun                                                                            |
| 1993  | Aucun                                    | Aucun                                  | Aucun                                                                            |
| 1994  | Jamie Storr                              | 7e au total                            | Platers d'Owen Sound (LHO)                                                       |
| 1995  | Aki-Petteri Berg                         | 3e au total                            | TPS Turku Jr. (Finlande)                                                         |
| 1996  | Aucun                                    | Aucun                                  | Aucun                                                                            |
| 1997  | Olli Jokinen Matt Zultek                 | 3e au total 15e au total               | HIFK (SM-Liiga) 67 d'Ottawa (LHO)                                                |
| 1998  | Mathieu Biron                            | 21e au total                           | Cataractes de Shawinigan (LHJMQ)                                                 |
| 1999  | Aucun                                    | Aucun                                  | Aucun                                                                            |
| 2000  | Aleksandr Frolov                         | 20e au total                           | Torpedo Iaroslavl (Superliga)                                                    |
| 2001  | Jens Karlsson David Steckel              | 18e au total 30e au total              | Frölunda HC (Elitserien) Buckeyes d'Ohio State (CCHA)                            |
| 2002  | Denis Grebechkov                         | 18e au total                           | Lokomotiv Iaroslavl (Superliga)                                                  |
| 2003  | Dustin Brown Brian Boyle Jeff Tambellini | 13e au total 26e au total 27e au total | Storm de Guelph (LHO) École St. Sebastian's (USHS) Wolverines du Michigan (CCHA) |
| 2004  | Lauri Tukonen                            | 11e au total                           | Espoo Blues (SM-Liiga)                                                           |
| 2005  | Anže Kopitar                             | 11e au total                           | Södertälje SK (J18 Allsvenskan)                                                  |
| 2006  | Jonathan Bernier Trevor Lewis            | 11e au total 17e au total              | Maineiacs de Lewiston (LHJMQ) Buccaneers de Des Moines (USHL)                    |
| 2007  | Thomas Hickey                            | 4e au total                            | Thunderbirds de Seattle (LHOu)                                                   |
| 2008  | Drew Doughty Colten Teubert              | 2e au total 13e au total               | Storm de Guelph (LHO) Pats de Regina (LHOu)                                      |
| 2009  | Brayden Schenn                           | 5e au total                            | Wheat Kings de Brandon (LHOu)                                                    |
| 2010  | Derek Forbort                            | 15e au total                           | Équipe des États-Unis des moins de 18 ans (USHL)                                 |
| 2011  | Aucun                                    | Aucun                                  | Aucun                                                                            |
| 2012  | Tanner Pearson                           | 30e au total                           | Colts de Barrie (LHO)                                                            |
| 2013  | Aucun                                    | Aucun                                  | Aucun                                                                            |
| 2014  | Adrian Kempe                             | 29e au total                           | MODO Hockey (SHL)                                                                |
| 2015  | Aucun                                    | Aucun                                  | Aucun                                                                            |
| 2016  | Aucun                                    | Aucun                                  | Aucun                                                                            |
| 2017  | Gabriel Vilardi                          | 11e au total                           | Spitfires de Windsor (LHO)                                                       |
| 2018  | Rasmus Kupari                            | 20e au total                           | Kärpät Oulu (Liiga)                                                              |
| 2019  | Alex Turcotte Tobias Bjornfot            | 5e au total 22e au total               | USNTDP U18 (USHL) Djurgårdens Jr. (J20 SuperElit)                                |
| 2020  | Quinton Byfield                          | 2e au total                            | Wolves de Sudbury (LHO)                                                          |
| 2021  | Brandt Clarke                            | 8e au total                            | Colts de Barrie (LHO)                                                            |
| 2022  | Aucun                                    | Aucun                                  | Aucun                                                                            |

## Dirigeants

### Entraîneurs-chef
| No | Nom                     | Engagement       | Départ           | Saison régulière | Saison régulière | Saison régulière | Saison régulière | Saison régulière | Saison régulière | Saison régulière | Séries éliminatoires | Séries éliminatoires | Séries éliminatoires | Séries éliminatoires | Remarques                       |
| No | Nom                     | Engagement       | Départ           | PJ               | V                | D                | N                | DP               | P                | % V              | PJ                   | V                    | D                    | % V                  | Remarques                       |
| -- | ----------------------- | ---------------- | ---------------- | ---------------- | ---------------- | ---------------- | ---------------- | ---------------- | ---------------- | ---------------- | -------------------- | -------------------- | -------------------- | -------------------- | ------------------------------- |
| 1  | Leonard Kelly           | 8 juin 1967      | 3 juin 1969      | 150              | 55               | 75               | 20               | -                | 130              | 43,3             | 18                   | 7                    | 11                   | 38,                  |                                 |
| 2  | Harold Laycoe           | 6 juin 1969      | 13 décembre 1969 | 24               | 5                | 18               | 1                | -                | 11               | 22,9             | -                    | -                    | -                    | -                    |                                 |
| 3  | John Wilson             | 14 décembre 1969 | 4 avril 1970     | 52               | 9                | 34               | 9                | -                | 27               | 26,0             | -                    | -                    | -                    | -                    |                                 |
| 4  | Lawrence Regan          | 7 août 1970      | 27 octobre 1971  | 88               | 27               | 47               | 14               | -                | 68               | 38,6             | -                    | -                    | -                    | -                    |                                 |
| 5  | Frederick Glover        | 30 octobre 1971  | 28 avril 1972    | 68               | 18               | 42               | 8                | -                | 44               | 32,4             | -                    | -                    | -                    | -                    |                                 |
| 6  | Robert Pulford          | 7 juin 1972      | 27 mai 1977      | 396              | 178              | 150              | 68               | -                | 424              | 53,5             | 26                   | 11                   | 15                   | 42,3                 | Trophée Jack-Adams en 1974-1975 |
| 7  | Ronald Stewart          | 4 août 1977      | 20 avril 1978    | 80               | 31               | 34               | 15               | -                | 77               | 48,1             | 2                    | 0                    | 2                    | 0,0                  |                                 |
| 8  | Robert Berry            | 21 avril 1978    | 22 mai 1981      | 240              | 107              | 94               | 39               | -                | 253              | 52,7             | 10                   | 2                    | 8                    | 20,0                 |                                 |
| 9  | Parker MacDonald        | 22 mai 1981      | 11 janvier 1982  | 42               | 13               | 24               | 5                | -                | 31               | 36,9             | -                    | -                    | -                    | -                    |                                 |
| 10 | Don Perry (en)          | 11 janvier 1982  | 27 janvier 1984  | 168              | 52               | 85               | 31               | -                | 135              | 40,2             | 10                   | 4                    | 6                    | 40,0                 |                                 |
| 11 | Rogatien Vachon         | 27 janvier 1984  | 28 janvier 1984  | 2                | 1                | 0                | 1                | -                | 3                | 75,0             | -                    | -                    | -                    | -                    |                                 |
| 12 | Roger Neilson           | 30 janvier 1984  | 20 avril 1984    | 28               | 8                | 17               | 3                | -                | 19               | 33,9             | -                    | -                    | -                    | -                    |                                 |
| 13 | John Quinn              | 29 mai 1984      | 10 janvier 1987  | 202              | 75               | 101              | 26               | -                | 176              | 43,6             | 3                    | 0                    | 3                    | 0,0                  |                                 |
| 14 | Michael Murphy          | 10 janvier 1987  | 5 décembre 1987  | 65               | 20               | 37               | 8                | -                | 48               | 36,9             | 5                    | 1                    | 4                    | 20,0                 |                                 |
| 15 | Rogatien Vachon         | 6 décembre 1987  | 8 décembre 1987  | 1                | 0                | 1                | 0                | -                | 0                | 0,0              | -                    | -                    | -                    | -                    |                                 |
| 16 | Robert Ftorek           | 9 décembre 1987  | 31 mai 1989      | 132              | 65               | 56               | 11               | -                | 141              | 53,4             | 16                   | 5                    | 11                   | 31,3                 |                                 |
| 17 | Thomas Webster          | 31 mai 1989      | 4 mai 1992       | 240              | 115              | 94               | 31               | -                | 261              | 54,4             | 28                   | 12                   | 16                   | 42,9                 |                                 |
| 18 | Barry Melrose (en)      | 25 juin 1992     | 19 avril 1995    | 209              | 79               | 101              | 29               | -                | 187              | 44,7             | 24                   | 13                   | 11                   | 54,2                 | Finale de la Coupe Stanley 1993 |
| 19 | Rogatien Vachon         | 21 avril 1995    | 3 mai 1995       | 7                | 3                | 2                | 2                | -                | 8                | 57,1             | -                    | -                    | -                    | -                    |                                 |
| 20 | Larry Robinson          | 26 juillet 1995  | 19 avril 1999    | 328              | 122              | 161              | 45               | -                | 289              | 44,1             | 4                    | 0                    | 4                    | 0,0                  |                                 |
| 21 | Andy Murray             | 14 juin 1999     | 21 mars 2006     | 480              | 215              | 176              | 58               | 31               | 519              | 54,0             | 24                   | 10                   | 14                   | 41,7                 |                                 |
| 22 | John Torchetti          | 23 mars 2006     | 22 mai 2006      | 12               | 5                | 7                | -                | 0                | 10               | 41,7             | -                    | -                    | -                    | -                    |                                 |
| 23 | Marc Crawford           | 22 mai 2006      | 10 juin 2008     | 164              | 59               | 84               | -                | 21               | 139              | 42,3             | -                    | -                    | -                    | -                    |                                 |
| 24 | Terry Murray            | 17 juillet 2008  | 12 décembre 2011 | 275              | 139              | 106              | -                | 30               | 308              | 56,0             | 12                   | 4                    | 8                    | 33,3                 |                                 |
| 25 | John Stevens            | 12 décembre 2011 | 17 décembre 2011 | 4                | 2                | 2                | -                | 0                | 4                | 50,0             | -                    | -                    | -                    | -                    |                                 |
| 26 | Darryl Sutter           | 17 décembre 2011 | 10 avril 2017    | 425              | 225              | 147              | -                | 53               | 503              | 59,2             | 69                   | 42                   | 27                   | 60,9                 | Coupes Stanley 2012 et 2014     |
| 27 | John Stevens            | 23 avril 2017    | 4 novembre 2018  | 95               | 49               | 37               | -                | 9                | 107              | 51,6             | 4                    | 0                    | 4                    | 0,0                  |                                 |
| 28 | Wilbrod Desjardins (en) | 4 novembre 2018  | 7 avril 2019     | 69               | 27               | 34               | -                | 8                | 62               | 44,9             | -                    | -                    | -                    | -                    |                                 |
| 29 | Todd McLellan           | 16 avril 2019    | 2 février 2024   | 338              | 164              | 130              | -                | 44               | 372              | 55,0             | -                    | -                    | -                    | -                    |                                 |
| 30 | James Hiller (en)       | 2 février 2024   |                  |                  |                  |                  | -                |                  |                  |                  |                      |                      |                      |                      |                                 |

### Directeurs généraux
Voici la liste des directeurs-généraux des Kings depuis 1967.
| Saison Régulière | Saison Régulière       | Saison Régulière | Saison Régulière | Saison Régulière | Saison Régulière | Saison Régulière | Saison Régulière | Saison Régulière | Saison Régulière | Saison Régulière | Séries éliminatoires | Séries éliminatoires | Séries éliminatoires | Remarques                       |
| No               | Nom                    | Engagement       | Départ           | PJ               | V                | D                | N                | DP               | P                | % V              | PJ                   | V                    | D                    | Remarques                       |
| ---------------- | ---------------------- | ---------------- | ---------------- | ---------------- | ---------------- | ---------------- | ---------------- | ---------------- | ---------------- | ---------------- | -------------------- | -------------------- | -------------------- | ------------------------------- |
| 1                | Lawrence Regan         | 8 juin 1967      | 26 novembre 1973 | 489              | 154              | 268              | 67               | -                | 375              | 38,3 %           | 18                   | 7                    | 11                   |                                 |
| 2                | John Milford           | 17 décembre 1973 | 26 mai 1977      | 289              | 138              | 98               | 53               | -                | 329              | 56,9 %           | 26                   | 11                   | 15                   |                                 |
| 3                | George Maguire (en)    | 26 mai 1977      | 30 janvier 1984  | 532              | 204              | 237              | 91               | -                | 499              | 46,9 %           | 22                   | 6                    | 16                   |                                 |
| 4                | Rogatien Vachon        | 30 janvier 1984  | 25 juin 1992     | 668              | 283              | 306              | 79               | -                | 645              | 48,3 %           | 52                   | 18                   | 34                   |                                 |
| 5                | Nicholas Beverley (en) | 25 juin 1992     | 18 mai 1994      | 168              | 66               | 80               | 22               | -                | 154              | 45,8 %           | 24                   | 13                   | 11                   | Finale de la Coupe Stanley 1993 |
| 6                | Sam McMaster (en)      | 24 mai 1994      | 22 avril 1997    | 212              | 68               | 106              | 38               | -                | 174              | 41,0 %           | 0                    | 0                    | 0                    |                                 |
| 7                | David Taylor           | 22 avril 1997    | 18 avril 2006    | 656              | 290              | 261              | 74               | 31               | 685              | 52,2 %           | 28                   | 10                   | 18                   |                                 |
| 8                | Dean Lombardi (en)     | 21 avril 2006    | 10 avril 2017    | 868              | 425              | 339              | -                | 104              | 954              | 48,9 %           | 81                   | 46                   | 35                   | Coupes Stanley 2012 et 2014     |
| 9                | Robert Blake           | 10 avril 2017    | 5 mai 2025       | -                | -                | -                | -                | -                | -                | -                | -                    | -                    | -                    |                                 |
| 9                | Kenneth Holland        | 14 mai 2025      |                  | -                | -                | -                | -                | -                | -                | -                | -                    | -                    | -                    |                                 |

## Trophées
Au fil des années, plusieurs joueurs se démarquèrent et méritèrent des honneurs individuel. Cette section relate les trophées de la LNH remis aux membres des Kings depuis 1967.
Trophée Conn-Smythe
Remis annuellement au joueur ayant été le plus utile à son équipe en série éliminatoire.
- Jonathan Quick remporta le trophée en 2012 après avoir permis à son équipe de remporter la coupe Stanley pour la première fois de leur histoire.

Trophée Art-Ross
Remis annuellement depuis 1948 au joueur ayant terminé meilleur pointeur lors de la saison régulière.
- Marcel Dionne remporta le trophée en 1980 après avoir obtenu un total de 137 points en 80 rencontres.
- Wayne Gretzky remporta le trophée à trois occasions; soit en 1990 (142 points en 77 parties), 1991 (163 points en 73 parties) et en 1994 (130 points en 81 parties).

Trophée Bill-Masterton
Remis annuellement depuis 1968 au joueur ayant démontré le plus de qualité de persévérance et d'esprit d'équipe.
- Butch Goring remporta le trophée en 1978.
- Bob Bourne remporta le trophée en 1988.
- David Taylor remporta le trophée en 1991.

Trophée Calder
Remis annuellement depuis 1933 au joueur qui a su démontrer des qualités exceptionnelles durant sa première saison en tant que joueur.
- Luc Robitaille remporta le trophée en 1987.

Trophée Hart
Remis annuellement depuis 1924 au joueur jugé le plus utile à son équipe.
- Wayne Gretzky remporta le trophée en 1989.

Trophée James-Norris
Remis annuellement depuis 1954 au défenseur ayant démontré d'excellentes qualités de jeu.
- Rob Blake remporta le trophée en 1998.

Trophée King-Clancy
Remis annuellement depuis 1988 au joueur ayant démontré le meilleur exemple de leadership et ayant le plus contribué à la société.
- David Taylor remporta le trophée en 1991.

Trophée Lady Byng
Remis annuellement depuis 1925 au joueur considéré comme ayant le meilleur esprit sportif tout en conservant des performances remarquables.
- Marcel Dionne remporta le trophée en 1977.
- Butch Goring remporta le trophée en 1978.
- Wayne Gretzky remporta le trophée en 1991, 1992 et en 1994.

Trophée Lester-B.-Pearson
Remis annuellement depuis 1971 au meilleur joueur de la ligue choisi par ses pairs via le vote de l'Association des joueurs.
- Marcel Dionne remporta le trophée en 1979 et en 1980.

Trophée Lester-Patrick
Remis annuellement depuis 1966 à un individu ou à un groupe d’individus pour services rendus au hockey aux États-Unis.
- Terry Sawchuk remporta le trophée en 1971.
- Bruce McNall remporta le trophée en 1993.
- Wayne Gretzky remporta le trophée en 1994.

Trophée plus-moins de la LNH
Remis annuellement depuis 1968 au joueur qui a obtenu le meilleur ratio +/- au cours de la saison régulière.
- Marty McSorley remporta le trophée en 1993. Il termina à égalité avec Theoren Fleury des Flames de Calgary.

## Les logos et maillots
Au fil des années, les Kings adoptèrent différents logo et maillots.
Arborant des maillots de couleur mauve à bande dorée lors leur arrivée dans la ligue, les Kings avaient alors pour logo officiel une couronne de couleur or dans une bannière où figurait en mauve au-dessus de la couronne le mot Kings. En dessous de cette dite bannière se trouvait en demi-lune le nom de la ville. Le logo porté sur le maillot était différent, alors qu'il arborait simplement une couronne dorée. Les couleurs mauve et or furent adoptées car elles étaient représentatives de la royauté mais également portées par les Lakers de Los Angeles de la National Basketball Association.
En 1982, le logo officiel fut modifié quelque peu ; arborant toujours une couronne à l'intérieur d'une bannière, le nom Kings fut agrandi et stylisé de façon à donner une impression de mouvement, puis le nom de Los Angeles fut inséré au-dessus du mot Kings.
Les Kings changèrent drastiquement leur image à la suite de l'achat du club par Bruce McNall en 1987. Dès la saison suivante, ils délaissent le mauve et or pour les couleurs portées alors par les Raiders de Los Angeles de la National Football League, soit l'argent et noir. Ainsi, la démarcation de la bannière sur le logo fut modifiée afin d'y inclure le mot Kings en son entier. Les mots Kings et Los Angeles jusqu'alors mauves devinrent noirs et le fond de la bannière fut coloré gris. Ce même logo fut apposé sur les uniformes devenus noirs à bordure blanche lorsque l'équipe jouait à domicile et blancs à bordure noire lorsqu'elle était à l’extérieur.
Avant le début de la saison 1998-1999, les Kings dévoilent un nouveau logo ; soit un écu noir séparé en trois sections par deux bâtons de hockey qui se croisent. À l'intérieur de ces trois sections se trouvent une couronne, un soleil et un lion prenant la pose retrouvé sur les sceaux royaux. Au-dessus de l'écu se trouvent les lettres LA et en dessous, le mot Kings. Afin de renouer avec leurs origines, la couleur mauve réapparait sur le logo formant les bordures et choisie comme couleur de fond dans la section où se trouve le lion. Des bandes de couleur mauve furent également ajoutées au maillot de l'équipe.
Ce logo devient le logo secondaire du club lors de la saison 2002-2003, alors que les Kings adoptent comme principale image une couronne argent et mauve dont la pointe supérieure est formée de deux bâtons de hockey qui se croisent.

### Logos principaux

Logo arboré sur le maillots des Kings de 1967 à 1988.
Logo des Kings de 1988 à 1998.
Logo en vigueur de 1998 à 2002
Logo en vigueur de 2002 à 2011
Logo en vigueur de 2011 à 2019
Logo en vigueur de 2019 à 2024
Logo actuel

### Logos secondaires

Premier logo alternatif de 1967 à 1975
Deuxième logo alternatif de 1967 à 1975
Logo alternatif en 1995-1996
Logo alternatif de 1998 à 2011
Logo alternatif de 1998 à 2002

## Les patinoires

### Long Beach Arena
En attente que la construction de leur futur domicile soit complétée, les Kings prirent part aux deux premières rencontres de leur histoire au Long Beach Arena. Bâti en 1962, l'aréna pouvant contenir 11 200 personne assises pour les rencontres de hockey vît les Kings remporter les deux premières victoires de leur existence. La première eut lieu devant 7 023 spectateurs le 14 octobre 1967 alors que l'équipe l'emportait 4 à 2 contre une autre équipe d'expansion, les Flyers de Philadelphie. La seconde parties eut lieu le lendemain soir alors que les Kings défaisaient les North Stars du Minnesota 5 à 3 devant 4 289 spectateurs.

### Los Angeles Memorial Sports Arena
À la suite de leurs deux victoires, les Kings effectuèrent un voyage de six parties à l'extérieur avant de revenir à Los Angeles. Alors que l'on donnait toujours la touche finale au futur amphithéâtre de l'équipe, ceux-ci disputèrent leur rencontre suivante au Los Angeles Memorial Sports Arena. Ils disputerons un total de quatorze rencontres dans cette aréna avant d'intégrer leur domicile permanent.
La première de ses rencontres fut jouée devant 14 546 spectateurs le 31 octobre 1967 alors que les Kings s'inclinèrent par la marque de 6 à 1 face aux Rangers de New York. Au total, les Kings maintiendrons une fiche de huit victoires et six revers dans cet aréna et ce, incluant une série de quatre victoires consécutives. Ils disputent leur dernière partie en ces murs le 21 décembre 1967 face aux Penguins de Pittsburgh.
Inauguré le 4 juillet 1959, l'aréna fut notamment le domicile des Lakers de 1960 à 1967 et des Clippers de 1984 à 1999, deux équipes de la National Basketball Association (NBA). Elle accueillit également le club de basketball de l'Université du Sud de la Californie.
Le Memorial fut aussi l'hôte de deux tournois masculin du Final Four de la NCAA en plus d'accueillir le Match des étoiles de la NBA de 1963 et d'être le lieu des compétitions de Boxe aux Jeux olympiques d'été de 1984.

### The Forum

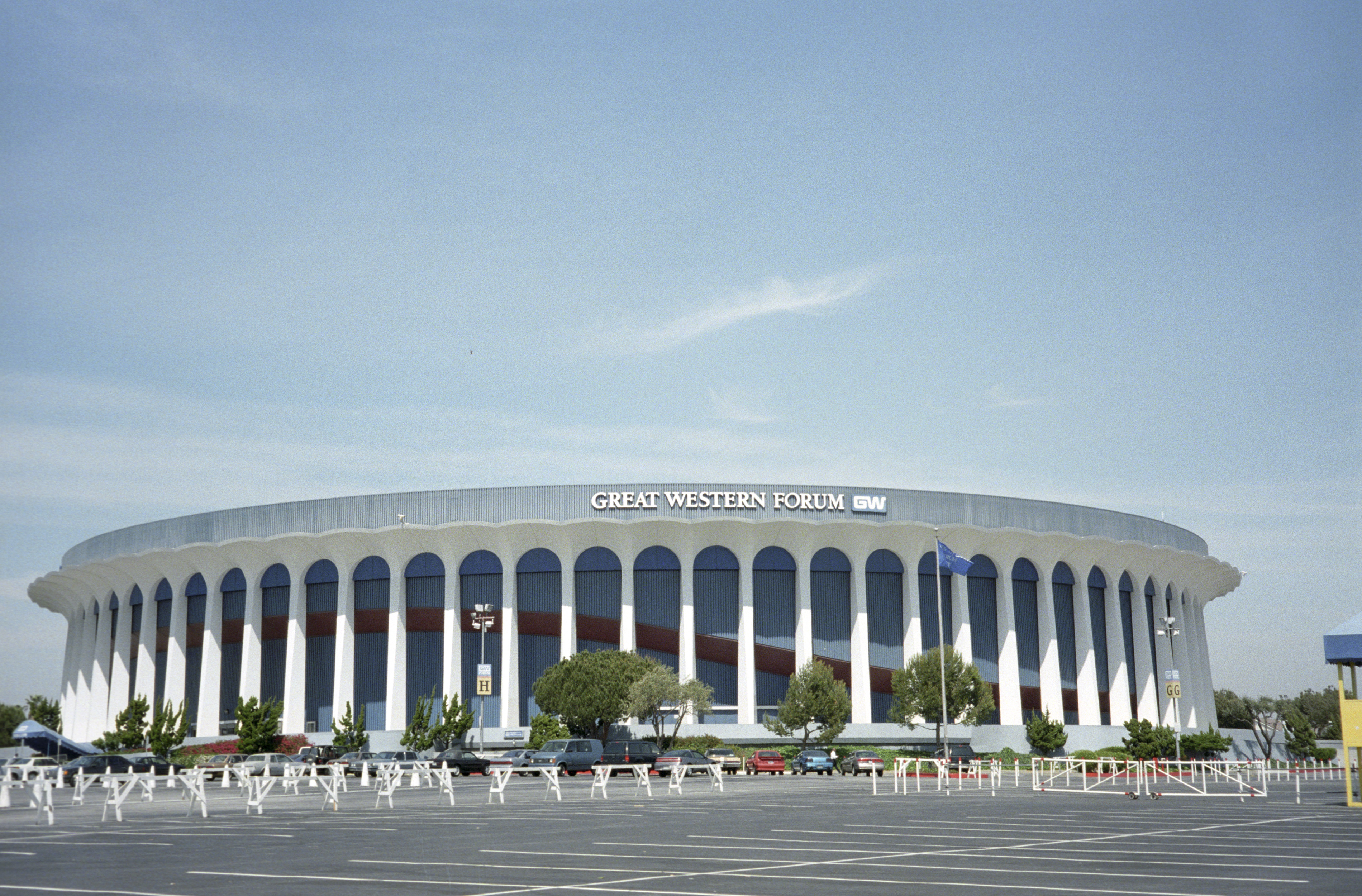
The Forum, domicile des Kings durant 32 ans.

Également connu sous le nom de Great Western Forum ou de The Fabulous Forum, The Forum fut le domicile des Kings de 1967 à 1999. Les Kings inaugurèrent cet amphithéâtre le 30 décembre 1967, s'inclinant 2 à 0 face aux Flyers de Philadelphie. Leur dernière rencontre en saison régulière fut une victoire 3 à 2 le 18 avril 1999 face aux Blues de Saint-Louis. Cependant, les Kings disputèrent dans ce qui fut leur maison durant 32 ans une dernière rencontre lors de la pré-saison suivante contre les Mighty Ducks d'Anaheim, qu'ils battirent par la marque de 8 à 1 le 20 septembre 1999.
Au total les Kings ont joué 1 204 rencontres en saison régulière et 69 en séries éliminatoires au Forum qui fut l'hôte du 33e Match des étoiles de la Ligue nationale de hockey.

### Crypto.com Arena
Anciennement nommé le Staples Center la salle fut officiellement inaugurée par un concert de Bruce Springsteen le 17 octobre 1999. Les Kings y disputèrent leur première rencontre trois jours plus tard alors qu'ils recevait la visite des Bruins de Boston.
L'actuel amphithéâtre des Kings sert à divers événement culturel et sportif et peut contenir 20 000 personnes pour les concerts, 18 997 pour les rencontres de basket-ball et 18 118 pour les matchs de hockey. Le record d'assistance à ce jour[Quand ?] fut de 20 193 lors du WrestleMania 21 de la World Wrestling Entertainment.
Le 52e Match des étoiles de la Ligue nationale de hockey y fut tenu de même que le Match des étoiles de la NBA de 2004 ainsi que sept gala des Grammy Award.

## Records de la franchise

### Équipe
70 parties ou plus
- Le plus de points : 105 en 1974-1975
- Le plus de victoires : 46 en 1990-1991, 2009-2010, 2010-2011 et 2013-2014
- Le plus de matchs nuls : 21 en 1974-1975
- Le plus de défaites : 52 en 1969-1970
- Le plus de buts pour : 376 en 1988-1989
- Le plus de buts contre : 389 en 1985-1986
- Le moins de points : 38 en 1969-1970
- Le moins de victoires : 14 en 1969-1970
- Le moins de matchs nuls : 5 en 1998-1999
- Le moins de défaites : 17 en 1974-1975
- Le moins de buts pour : 168 en 1969-1970
- Le moins de buts contre : 174 en 2013-2014
- La plus longue série consécutive de victoires (en tout) : 9, du 21 janvier au 6 février 2010
- La plus longue série consécutive de victoires (à domicile) : 12, du 10 octobre au 5 décembre 1992
- La plus longue série consécutive de victoires (à l'étranger) : 8, du 18 décembre 1974 au 16 janvier 1975 et du 26 février au 27 mars 1974
- La plus longue série consécutive sans défaite (en tout) : 11, du 28 février au 24 mars 1974 (9 victoires et 2 matchs nuls)
- La plus longue série consécutive sans défaite (à domicile) : 13, du 10 octobre au 8 décembre 1992 (12 victoires et 1 match nul)
- La plus longue série consécutive sans défaite (à l'étranger) : 11, du 10 octobre au 11 décembre 1974 (6 victoires et 5 matchs nuls)
- La plus longue série consécutive de défaites (en tout) : 11, du 16 mars au 4 avril 2004
- La plus longue série consécutive de défaites (à domicile) : 9, du 8 février au 12 mars 1986
- La plus longue série consécutive de défaites (à l'étranger) : 11, du 11 janvier au 15 février 1970
- La plus longue série consécutive sans victoire (en tout) : 17, du 29 janvier au 5 mars 1970 (13 défaites et 4 matchs nuls)
- La plus longue série consécutive sans victoire (à domicile) : 9, du 29 janvier au 5 mars 1970 (8 défaites et 1 match nul) et du 8 février au 12 mars 1986 (9 défaites)
- La plus longue série consécutive sans victoire (à l'étranger) : 20, du 11 janvier au 3 avril 1970 (16 défaites et 4 matchs nuls)
- Le plus de blanchissages en une saison : 13 en 2013-2014
- Le plus de minutes de pénalités en une saison : 2 247 en 1992-1993
- Le plus de buts en un match : 12 (le 29 novembre 1984) (Vancouver 1 à Los Angeles 12)

### Individuel
- Le plus de saisons : 17, David Taylor
- Le plus de matchs : 1 111, David Taylor
- Le plus de buts en carrière : 557, Luc Robitaille
- Le plus de passes en carrière : 757, Marcel Dionne
- Le plus de points en carrière : 1 307, Marcel Dionne
- Le plus de minutes de pénalités en carrière : 1 846, Martin McSorley
- Le plus de blanchissages en carrière : 37, Jonathan Quick
- La plus longue série consécutive de matchs : 330, Anže Kopitar (du 21 mars 2007 au 26 mars 2011)
- Le plus de buts en une saison : 70, Bernard Nicholls en 1988-1989
- Le plus de passes en une saison : 122, Wayne Gretzky en 1990-1991
- Le plus de points en une saison : 168, Wayne Gretzky en 1988-1989 (54B, 114A)
- Le plus de minutes de pénalités en une saison : 399, Martin McSorley en 1992-1993
- Le plus de points par un défenseur en une saison : 76, Lawrence Murphy en 1980-1981 (16B, 60A)
- Le plus de points par un centre en une saison : 168, Wayne Gretzky en 1988-1989 (54B, 114A)
- Le plus de points par un ailier droit en une saison : 112, David Taylor en 1980-1981 (47B, 65A)
- Le plus de points par un ailier gauche en une saison : 125*, Luc Robitaille en 1992-1993 (63B, 62A)
- Le plus de points par une recrue en une saison : 84, Luc Robitaille en 1986-1987 (45B, 39A)
- Le plus de blanchissages en une saison : 10, Jonathan Quick en 2011-2012
- Le plus de buts en un match : 4, (Réalisé en 17 occasions)
- Le plus de passes en un match : 6, Bernard Nicholls (le 1er décembre 1988) et Tomas Sandström (le 9 octobre 1993)
- Le plus de points en un match : 8, Bernard Nicholls (le 1er décembre 1988) (2B, 6A)

* Record de la LNH